# ケレスティヌス1世 (ローマ教皇)
ケレスティヌス1世（ラテン語: Caelestinus I あるいは Coelestinus I あるいは Celestinus I; 432年7月26日没）は、第43代ローマ教皇（在位：422年9月10日 - 432年7月26日）。『教皇の書』によれば、教皇就任は11月3日であるが、ティユモンは就任を9月10日としている。日本のカトリック教会ではチェレスティノ1世とも表記される。聖人。

## 生涯
カンパニア出身のローマ人であった。父の名がプリスクスであった以外には若い頃については何も知られていない。ケレスティヌスは一時期アンブロシウスとともにミラノに住んでいたとされる。知られている限り彼に関する最初の記録はインノケンティウス1世による416年の文書であり、その中で彼は「助祭ケレスティヌス」と呼ばれている。
典礼の多くの要素が彼に帰されている(といっても主題の確かさは除く)。431年のエフェソス公会議（第3回公会議）に自身が出席することはなかったが代理人を派遣し、ネストリウス派排斥を支持した。この問題に関して431年3月15日にそれぞれアフリカ・イリュリア・テッサロニキ・ナルボンヌの司教達に向けて書かれた4通の書簡が他のいくつかの書簡と共にギリシア語に再翻訳された形で現存する; ラテン語原文は失われてしまった。
ケレスティヌスは正統信仰を守るのに熱心でペラギウス主義者を排斥した。また、431年にパラディウスをアイルランド島に司教として派遣した。彼の後を継いだパトリキウスは宣教したのである。翻ってローマではケレスティヌスはノヴァティアヌス派に強く反対した; この点に関してソクラテス・スコラスティコスが「このケレスティヌスがローマにおいてノヴァティアヌス派から教会から切り離しもし、ルスティクラとそれらの司教が私邸での会議に参加するよう定めた」と書いている。彼は前任者の定めたことに関して少しでも改革を行うことを拒絶するのに熱心であった。レランスのヴィンケンティウスは434年に次のように記録している:
聖なる教皇ケレスティヌスは同様に同じ趣旨で自己を表した。ガリアの聖職者たちへあてた書簡でも、彼らが過ちを見て見ぬ振りしたことを責め、この沈黙したという点で彼らは古来からの信仰を守れておらず新たな汚れを生まれさせたと述べている: 「私たちは自身が沈黙によって過ちを励起したかどうかを当然責めることになる。それゆえに彼らを譴責しなさい。彼らの自由な説教を制限しなさい。」
ケレスティヌスは432年7月26日に死去した。遺体はサラリア街道沿いのサンタ・プリスチッラ共同墓地に埋葬されたが、パスカリス1世の820年サンタ・プラッセデ大聖堂に移葬された。

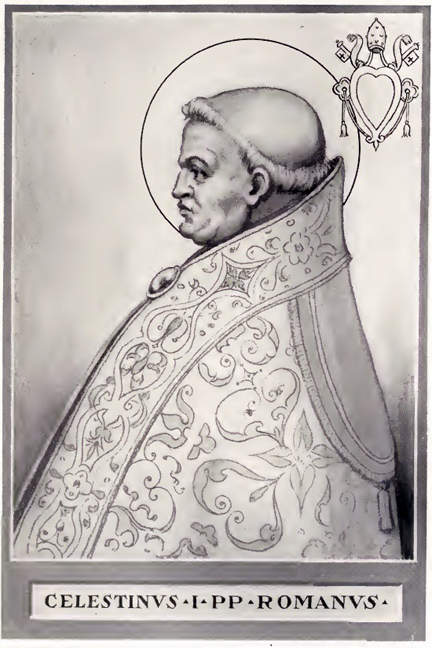
ケレスティヌス1世

ケレスティヌスは絵画においては鳩、ドラゴン、炎と共に描かれ、教会により聖人として記念されている。4月6日(カトリック教会)
4月8日(正教会)